# Andrij Voronin
Andrij Voronin (født 21. juli 1979 i Odessa) er en tidligere fodboldspiller fra Ukraine, der spillede som angriber. Han repræsenterede blandt andet Bayer Leverkusen og Hertha Berlin i Tyskland samt engelske Liverpool F.C.